# بورغ شتارغارد
بورغ اشتارغارد (بالألمانية: Burg Stargard) هي بلدة ألمانية تقع في ألمانيا في مكلنبورغ فوربومرن. يقدر عدد سكانها بـ 5,259 نسمة .

## أعلام
- كارل لودفيج كريستيان